# Мадхусудана Сарасвати
Мадхусу́дана Сарасва́ти (IAST: Madhusūdana Sarasvatī; ок. 1540—1640) — индийский философ школы адвайта.

## Биография
Родился в Бенгалии. Родители дали ему имя Камаланаяна. Сначала он занимался изучением философской традиции навья-ньяя, но позднее принял санньяс в традиции адвайта, и, с целью изучения философии этой школы, поселился в Варанаси. Могольский император Акбар оказывал ему покровительство, а одним из его друзей был поэт Тулсидас. Мадхусудана организовал ряд религиозных съездов, в которых приняли участия как индуистские садху, так и мусульманские муллы.
Мадхусудана был автором ряда книг, в которых он изложил философию адвайта-веданты. Наиболее объёмным и уважаемым трудом Мадхусуданы Сарасвати является «Адвайта-сиддхи», в котором он ведёт полемику с философией двайты, изложенной в работе Вьясатиртхи «Ньяямрита». Мадхусудана также написал, по крайней мере, девять других работ, пять из которых представляют собой комментарии на «Бхагавад-гиту», «Шримад-Бхагаватам» и другие тексты индуизма.